# Калинівка (Сарненський район)
Кали́нівка (МФА: [kɐˈɫɪɲiu̯kɐ] ( прослухати), до 1940-х років — Колонія) — село в Україні, у Степанській селищній громаді Сарненського району Рівненської області. Населення становить 722 осіб.
Селом проходить автошлях територіального значення Т 1826.
Село належить до 3 зони радіоактивного забруднення.

## Географія
Село розташоване на правому березі річки Горинь.

## Історія
У 1906 році село Колонія Степанської волості Рівненського повіту Волинської губернії. Відстань від повітового міста 47 верст, від волості 1. Дворів 84, мешканців 555.
Відповідно до Розпорядження Кабінету Міністрів України від 12 червня 2020 року № 722-р «Про визначення адміністративних центрів та затвердження територій територіальних громад Рівненської області» увійшло до складу Степанської селищної громади.

## Населення
За переписом населення 2001 року в селі мешкало 709 осіб.

### Мова
Розподіл населення за рідною мовою за даними перепису 2001 року:
| Мова       | Відсоток |
| ---------- | -------- |
| українська | 99,72 %  |
| білоруська | 0,14 %   |
| російська  | 0,14 %   |